# Criccieth Castle

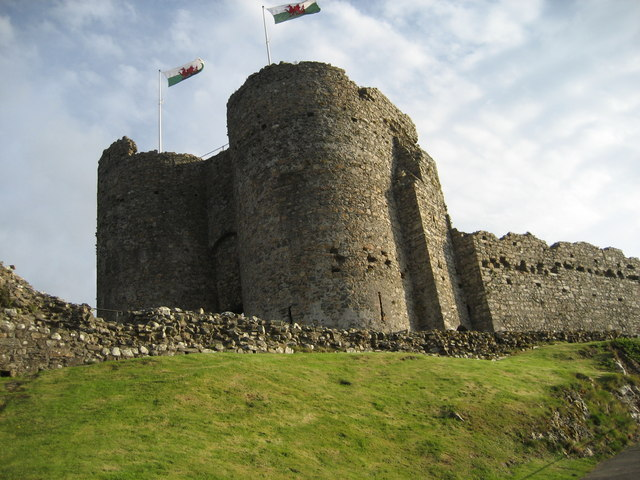
Torhaus

Criccieth Castle ist eine hochmittelalterliche Burgruine in Criccieth im Nordwesten von Wales.

## Anlage
Die Burganlage ist ursprünglich walisisch und wurde unter Llywelyn ab Iorwerth erbaut. Das Torhaus mit zwei vorspringenden halbrunden Türmen beruht offenbar auf englischen Vorbildern. 1283 wurde die Burg durch Eduard I. von England erobert und erweitert.